# Temporizzatore della luce delle scale

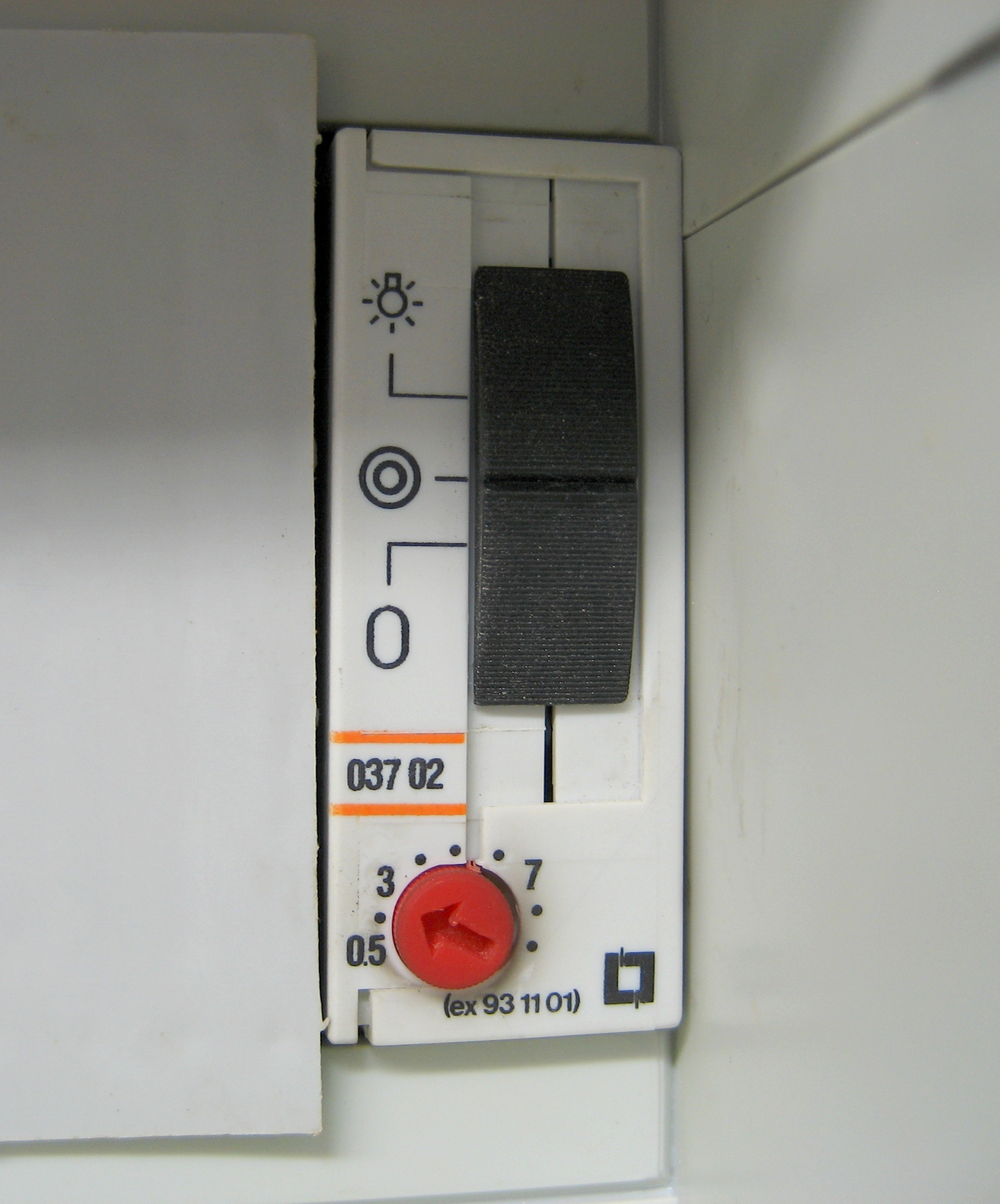
Un temporizzatore della luce delle scale

Il temporizzatore della luce delle scale è un dispositivo elettrico che funziona dialogando tramite un relè situato in una centralina sistemata a parte, e che serve per far spegnere automaticamente una serie di luci.

## Composizione
È dotato di un interruttore di comando con tre posizioni e di un trimmer di regolazione della durata di accensione. Le tre posizioni solitamente sono:
- spento: le luci sono disattivate completamente
- automatico: le luci si accendono quando viene premuto uno degli interruttori ai piani dell'edificio e si spengono automaticamente trascorso il tempo impostato
- test: le luci rimangono sempre accese (questa posizione è da utilizzare solo per il controllo dell'efficienza delle lampade).

Il trimmer invece serve per regolare la durata di accensione delle luci.
Esistono inoltre anche versioni digitali del temporizzatore.

## Impieghi
Viene impiegato soprattutto per controllare le lampade delle scale e di altri spazi comuni dei condomini, in modo da risparmiare energia elettrica, facendo in modo che le luci vengano accese nel momento in cui viene azionato uno dei pulsanti di comando e restino accese solo per il minimo tempo indispensabile.